# Veii
Veii, más néven Veius; olaszul: Veio, fontos ókori etruszk város volt Etruria déli határán, a mai Olaszországban, Rómától észak-északnyugatra. Jelenleg Isola Farnese városában, Róma községében található. Sok más, a Veii városállamhoz köthető helyszínnel együtt Formelloban található, közvetlenül az északi irányban. Nevét azokról a vízelvezető csatornákról kapta, amelyeket először Veii lakosai hoztak létre.
Veii az Etruszk Szövetség leggazdagabb városa volt. Több mint 300 évig felváltva háborúzott és szövetségben állt a Római Királysággal és a későbbi Római Köztársasággal. Végül a veii csata során Camillus római tábornok seregei Kr. e. 396-ban Veiit elfoglalták. Az egykori Veii helyszíne ma védett terület, a Lazio regionális hatósága által 1997-ben létrehozott Parco di Veio része.
A város jólétét a Tiberishez és a belső kereskedelmi úthoz való közelsége alapozta meg. Veii egykori lakói a közeli Görögországgal, valamint a Levant régióval  kereskedtek. Számos görög kerámia cseréptöredéket találtak a helyszínen, a Kr. e. 8. századból. Noha a folyó gazdagságot hozott Veiinek, a Latin uralom miatt Rómával is versenyeztek.
A legnagyobb ma is látható emlékmű a Kr. e. 7. századból való Minerva-szentély, mely egy fontos út mentén helyezkedett el, közvetlenül a város előtt (a modern Portonaccióban). Kr. e. 7. század körül Veii lakosai isteneiket és az istennőiket a szabadban imádták. A korai "templomok" kis szentélyekből álltak, amelyeket lombozat vesz körül. Később, a város virágkorában fából és kőből építették templomaikat. Etruriában a szentély volt az egyik legrégebbi és legelismertebb a kiemelkedően pazar polikróm terrakotta dekorációi miatt, amelyek közül sok ma is látható a Villa Giuliában. E szentélyek közé tartozott a Kr. E. 510-es Apollo templom is (jelenleg Nemzeti Etruszk Múzeum).
Az egykori Veiiben az utóbbi években többek között lenyűgöző termálfürdőket, valamint az Augustus császár alatt épült fórumot tártak fel. A feltárt régészeti emlékek között számos gazdag tumulus és kamara sírok is szerepelnek. A leghíresebb a Grotta Campana, amelyet 1843-ban fedeztek fel, ez a legrégebbi ismert etruszk freskókkal rendelkező kamara sír. De találtak olyan hosszú alagutakat is, amelyek a város fennsíkja alá vezetnek, ez egyúttal megerősítheti Livyus beszámolóját a római győzelemről a Veii csatában.
Az etruszk erődítmények mind magaslatokra épültek, ezek közül a Veii sem volt kivétel. Az ARX-t vagy a fellegvárat a sziklák által a két patak összefolyásának szögében helyezték el, majdnem elválasztva a fő gerinctől egy vízgyűjtővel, amelyen keresztül egy út futott a római időszakban. A régészeti lelőhely helyét ma a Piazza d'ARmi ("Katonai tér") jelzi.

## Művészetük

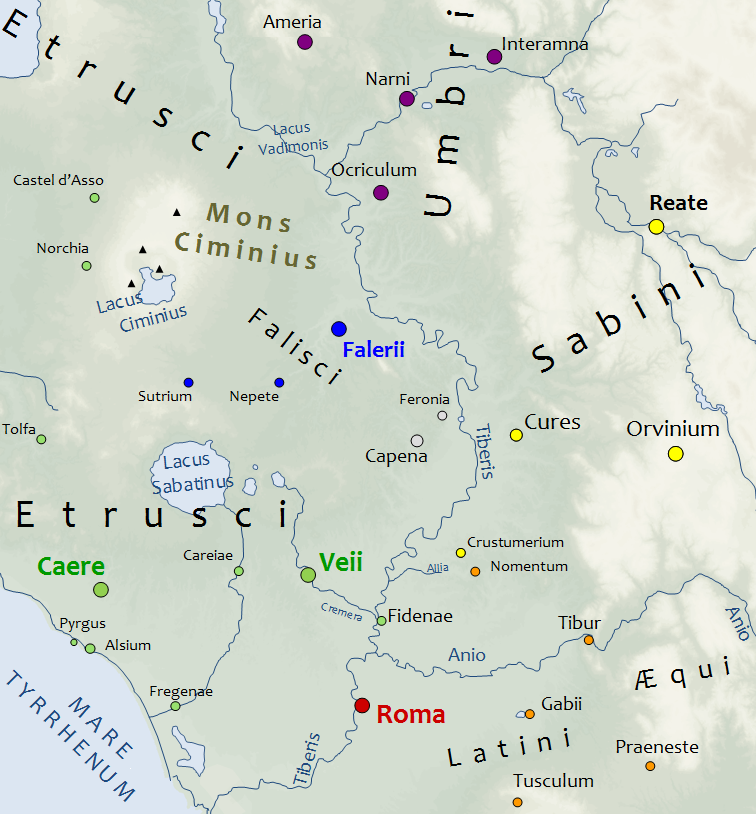
Veii a térképen

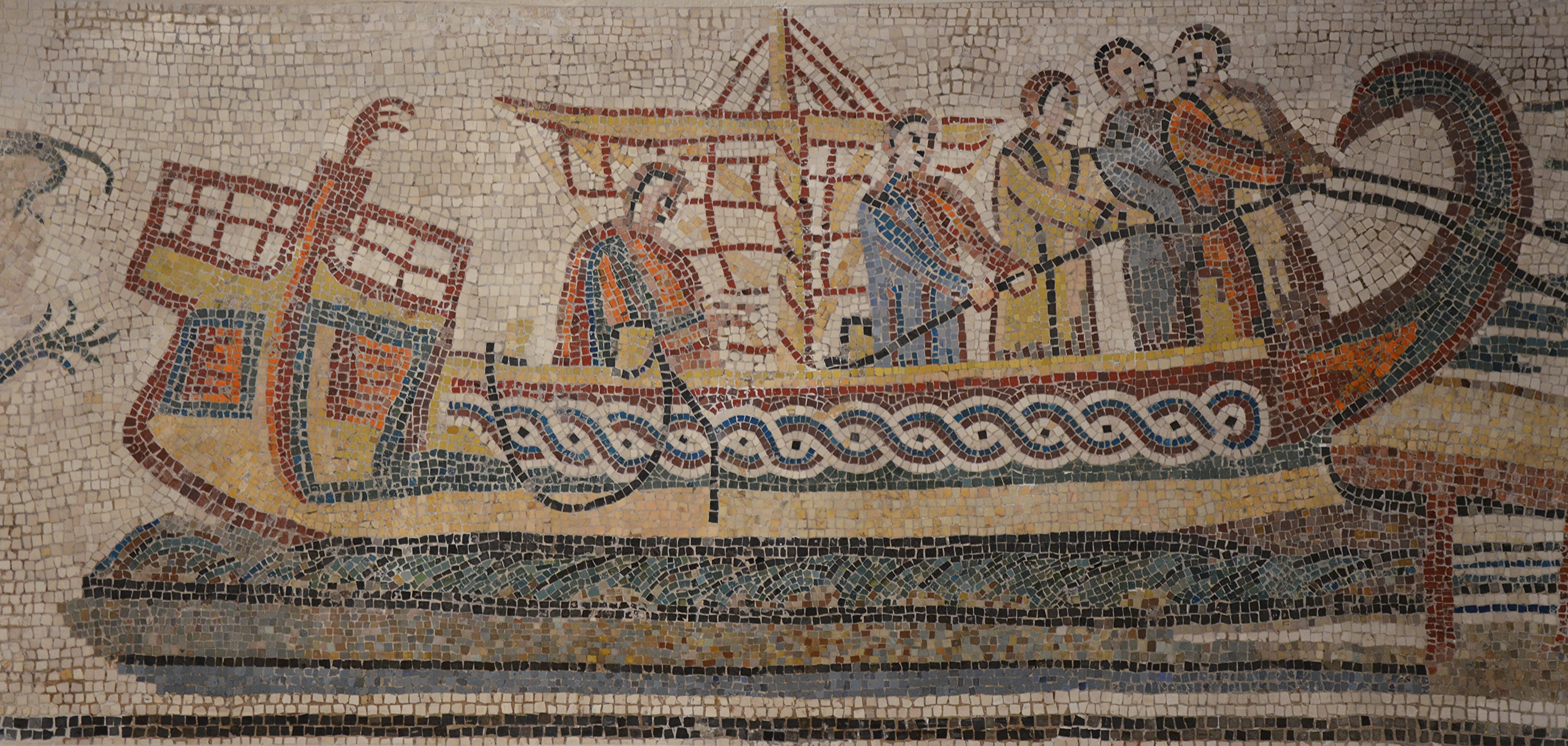
Mozaikrészlet Veii-ből

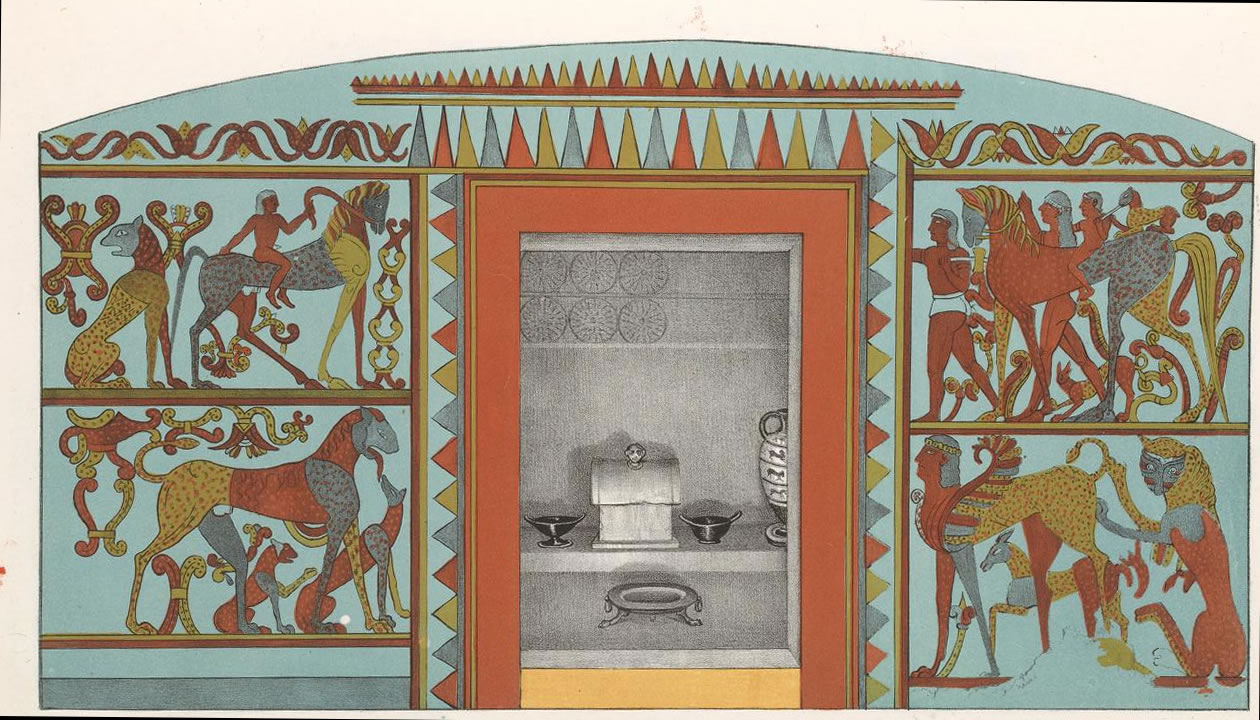
Festmények Veii-ből, a Campana sírból

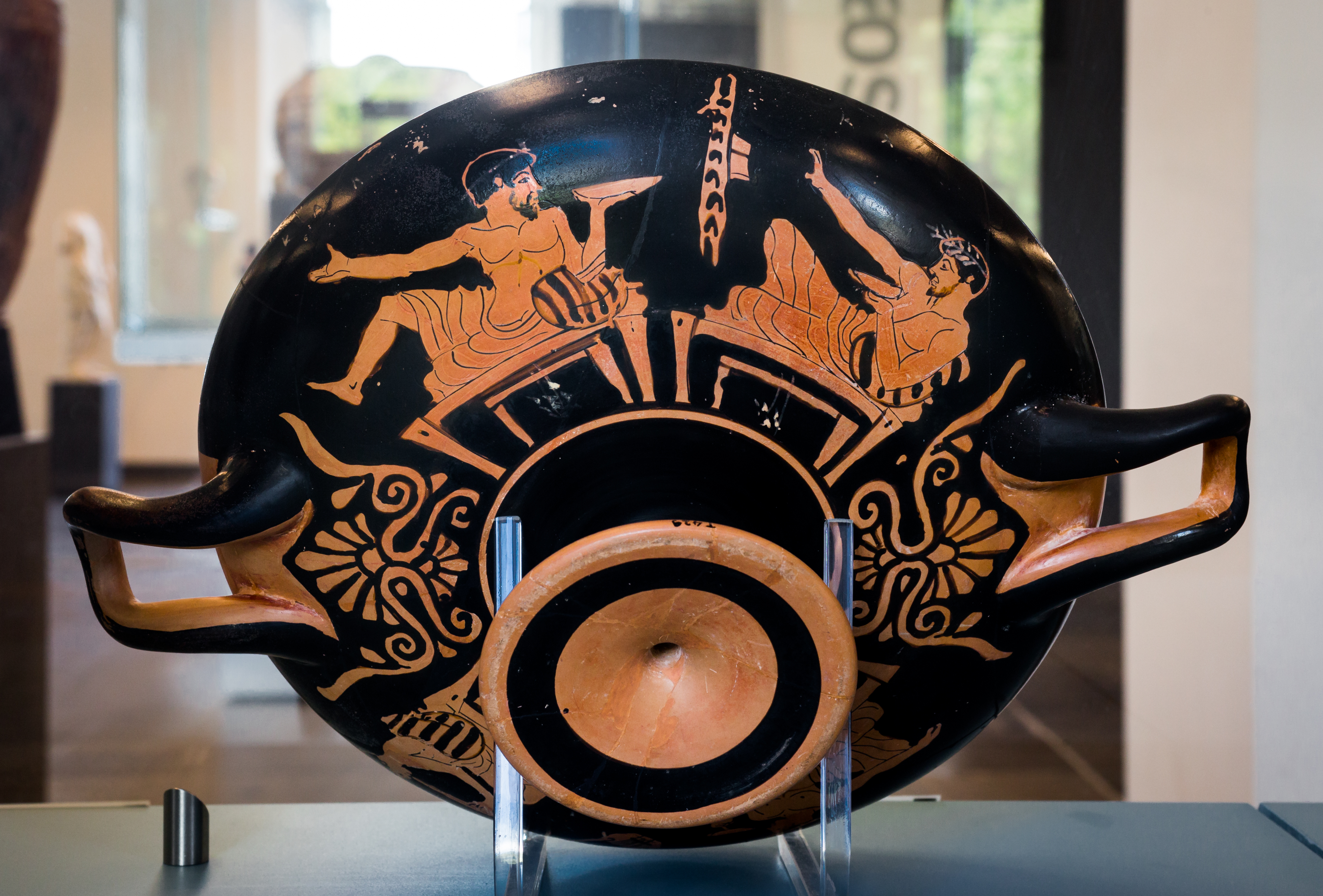
Kerámia váza Veii-ből

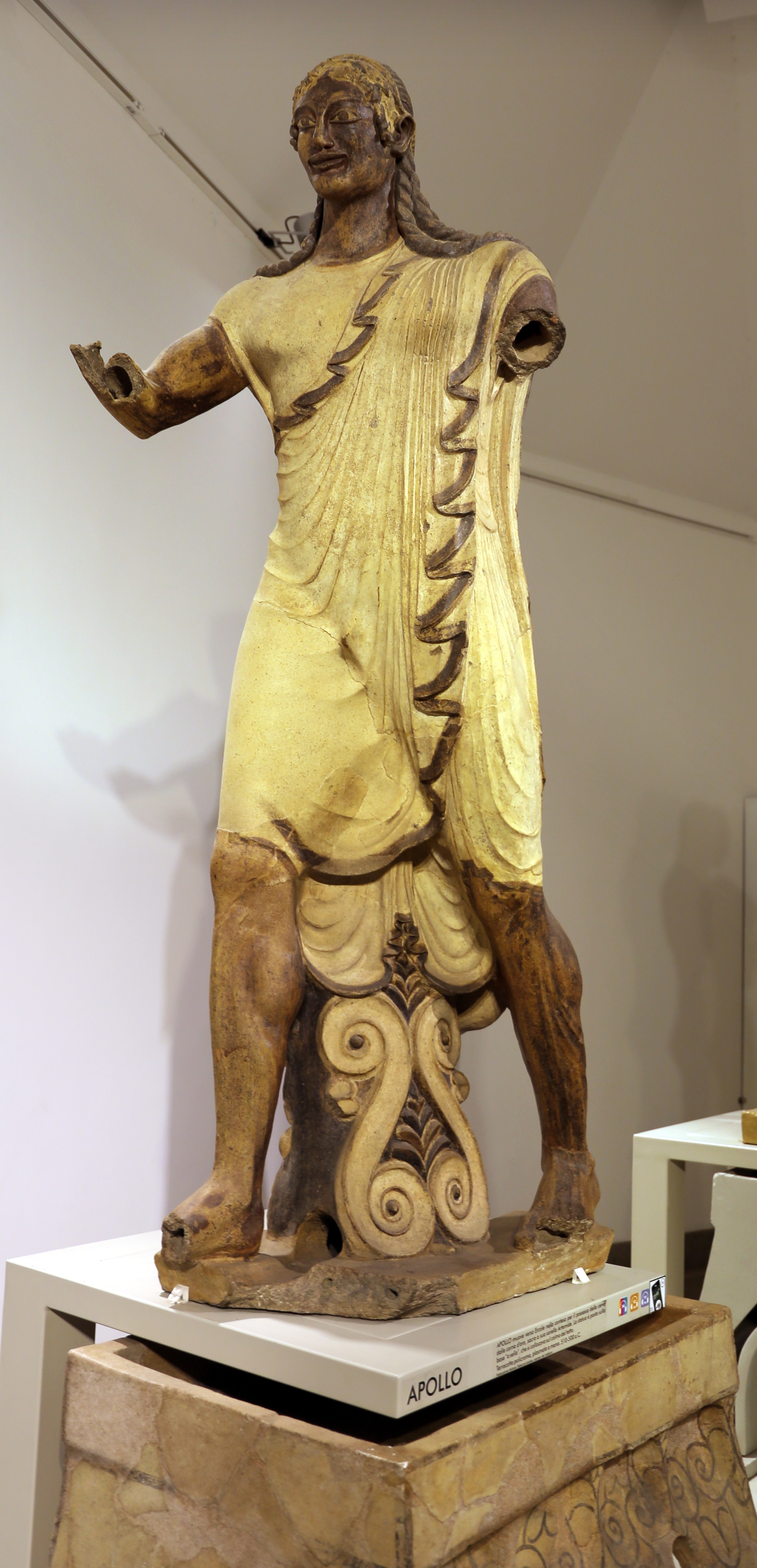
Apolló szobor Veii-ből

Ellentétben a Róma-szerte található, mindig ikonikus márványszobrokkal, Veii szobrai terrakottából készültek. A régiót körülvevő természetes anyagokra korlátozva a kerámia tárgyak és szobrok többsége a helyszín folyóinak környékén található agyagból készült. A legtöbb kerámiaedényt az etruszk közösségek mindennapi életének ábrázolásai díszítették. Sok fedetlen váza és tál ábrázolja a termést arató és állattenyésztő gazdálkodókat, valamint a tomboló tűzben dolgozó kovácsokat. A csatagyőzelmek, valamint más teljesítmények nagyon népszerű témák voltak a temetkezési kerámiáikon.
A településen belüli népesség vagyoni helyzetének virágzása a bronz használatának egyre elterjedtebbé válását hozta magával. Bár Veii lakosai először a fémet  használták a szükséges tárgyakhoz, például lószerszámokhoz és fegyverekhez, az anyag  hamarosan népszerűvé vált a személyes tárgyak, például a nagy, négyszögletes legyezők, ékszerek és tükrök készítésénél is.

## Temetkezési szokásaik
A temetés és hamvasztás alkalmazása a település stabilitásának függvényében változott. Az első években többnyire a hamvasztás volt szokásban. A jólét növekedésével azonban az egyének többségben eltemették szeretteiket, hogy rendszeresen meglátogathassák őket. Ezt bizonyítják a régészek által feltárt i.e 9. századból származó temetkezési helyeket is. Ahogy a koporsós temetkezés egyre népszerűbbé vált, a szarkofágok is egyre bonyolultabbá váltak. A terrakotta használatával a helyi szobrászok tehetségüket felhasználva elkezdték díszíteni a koporsókat, így azokon részletes beszámolókat készítettek az elhunyt életéről, valamint a számukra legfontosabb istenségekről. A sírokat általában szentimentális tárgyakkal díszítették, valamint olyan tárgyakkal, amelyekről úgy gondolták, hogy szükségük lehetett a túlvilágon.
Háborús vagy gazdasági nehézségek idején nőtt a hamvasztás alkalmazása. Őseiktől eltérően azonban a veiiek úgy folytatták a temetkezés hagyományát, hogy szeretteik urnáit miniatűr sírokban tartották. A szarkofágokhoz hasonlóan az urnák is terrakottából készültek, és különböző, a halott számára fontos jeleneteket ábrázoltak. A tárgyakat még mindig a kis sírokban helyezték el; az elhelyezett tárgyak értéke azonban a pénzügyi válságok idején folyamatosan csökkent.

## Etruszk nyelv
Annak ellenére, hogy több mint 10 000 etruszk nyelven írt írást fedeztek fel, a nyelvről ma nagyon kevés információ ismert. Sok történész és nyelvész úgy véli, hogy gyökerei a görög és a latin nyelv kombinációjából állnak, de sajátos etruszk hatások olyan látszólag megfejthetetlen kódot hoztak létre, amelyet a szakértőknek még meg kell fejteniük. Az etruszk írásmód változatos példáit tárták fel az egész ókori világban. Bár a nyelvészek egy maroknyi szót meg tudtak fejteni, a szövegek teljes terjedelme továbbra is rejtély marad. Egyes szakértők szerint a szövegek tartalmazhatják a válaszokat az etruszk civilizáció létrejöttével, származási országával, valamint a Veii csatában elszenvedett vereségükkel kapcsolatos kérdésekre. Anélkül, hogy teljesen megértenék az ókori írásokat, a régészek kénytelenek a civilizációról a római értelmezés segítségét hívni. Az első kézből származó beszámolók hiánya az etruszk kultúráról és eseményekről szóló igazságot nyitva hagyja a személyes vélemény számára.

## Történelem

### Korai történelem
A területen való megtelepedésük legkorábbi bizonyítéka a demográfiai elemzések alapján, beleértve a temetőkét is, az időszámításunk előtti 10. századból, a késő bronzkorból származik. A kis települések a fennsíknál szélesebb területen helyezkedtek el, és a veii fennsík lakossága a becslések szerint stabilan körülbelül 1000 fő lehetett. Az i.e 9. században, a kora vaskorban (villanovi kultúra) a leletek a fennsíkon találhatók, de úgy tűnik, hogy független településekhez kötődtek, mindegyik saját temetővel rendelkezett. A terület megszállása  a Kr. e. 8. (Villanovan fennmaradó része) és 7. (tájékozódási periódus) században fokozatosan felerősödött a települések agglomerációja révén, mivel a várostömbök egy vízciszternát tartalmazó központi tér köré rendezett rácsmintáival a hely városi megjelenést öltött. Ezek a bizonyítékok arra utalnak, hogy Veii városát a Kr. e. 7. században egy feltehetően etruszk lakosság formálta klasszikus formájúvá, aki először a Kr. e. 10. században telepedett itt le. A település korai éveiben sok ház épült gömbfából, nádtetővel egy sekély árok fölé. 
Veii korai lakossága egyazon családon belül a koporsós temetést és hamvasztást is alkalmazta. Az arány a Kr. e. 9. században 50% volt, miután korábban túlsúlyban volt a hamvasztás (90%). A 8. században az eltemetés 70%-ra emelkedett, ami Latium hatásának tudható be, ahol az eltemetés (inhumáció) a Kr. e. 9. században uralkodott. A Kr. e. 9. és 8. században a népsűrűség és a síremlékek növekedtek: egyre több és gazdagabb lett az ember, és a vagyoni egyenlőtlenség is: egy gazdagabb osztály felemelkedése. 
Az i. e. 7. századig Veii erőforrásainak és javainak többsége feltehetően saját erőforrásoktól függött. Sok kézműves talált munkát a textiliparban, és ruhák és takarók elkészítésénél bonyolult gyapjúmintákat alkalmazott. Önellátásuk további alátámasztását számos fonaltekercs és szövőszék-nehezék előkerülte bizonyítja a területen. Veii lakosai feltehetően az i. e. 8. században a fazekaskorongot és az írást is Görögországból hozták be. 

## Konfliktus Rómával
Veii dokumentált története, mint minden olasz városé a korai századokban, ritka és megbízhatatlan.
Livius szerint (írása 700 évvel később) a Fidenates és a Veientes vereséget szenvedett a Rómával vívott háborúban Róma mitikus első királya, Romulus uralkodása idején, az i. e. 8. században.
Plutarkhosz (még később, az i. sz. 1-ben írt) ezt írta róluk:
"Az elsők (a Romulusszal szemben állók) a Veientesek voltak, egy toszkániai nép (a hely jelenleg Lazióban van), akik nagy birtokokkal rendelkeztek, és egy tágas városban laktak; megragadták az alkalmat a háború megindítására azzal, hogy Fidenae-t magukénak vallották..."
Állítólag Fidenae és Veii az i. e. 7. században, Róma harmadik királya, Tullus Hostilius uralkodása alatt Rómától ismét vereséget szenvedett.
A Kr. e. 6. században Róma hatodik királya, Servius Tullius harcolt Veii (egy korábbi fegyverszünet lejárta után) és az etruszkok ellen. Állítólag vitézséget tanúsított a hadjáratban, és megverte az ellenség nagy seregét. A háború segített megerősíteni pozícióját Rómában.
Kr. e. 509-ben, a római monarchia megdöntése után Tarquinius Superbus családja száműzetésbe vonult az etruriai Caerébe. Tarquin igyekezett visszaszerezni a trónt, eleinte tarquini összeesküvéssel, majd ha ez nem sikerült, fegyverrel. Meggyőzte Tarquinii és Veii városait, hogy támogassák őt, és a Silva Arsia-i csatában Róma ellen vezette seregeiket. A római hadsereg győzött, és Livius feljegyzi, hogy bár Tarquinii erői jól harcoltak a jobb szárnyon, eleinte visszaszorították a római balszárnyat, a bal szárnyon lévő Veientes megingott és elmenekült a csatából. A csata elvesztése után Veii csapatai hazatértek. Livius azt írja, hogy később, i. e. 509-ben Publius Valerius Publicola konzul visszatért, hogy harcoljon a Veientes ellen.
Az i. e. 5. században a Fabianok, egy arisztokrata római család egy etruszk városba költözött Fidenae mellett. A közösség vagyonának hirtelen növekedése miatt sok etruszk polgár a gazdaság közelgő bukása miatt kezdett aggódni. Hamarosan mindkét oldalon harcok törtek ki, ami végül háborúhoz vezetett. A kezdeti konfliktusokat követő eseménysort széles körben legendaként tartják számon; Azt mondják, hogy a Veiian harcosok 300 Fabiit gyilkoltak meg, és egy kivételével mindenki meghalt. 
Veii leghíresebb királya Lars Tolumnus volt, kinek családja a veienti arisztokrácia része volt, és aki háborút szított Rómával.

## Fordítás

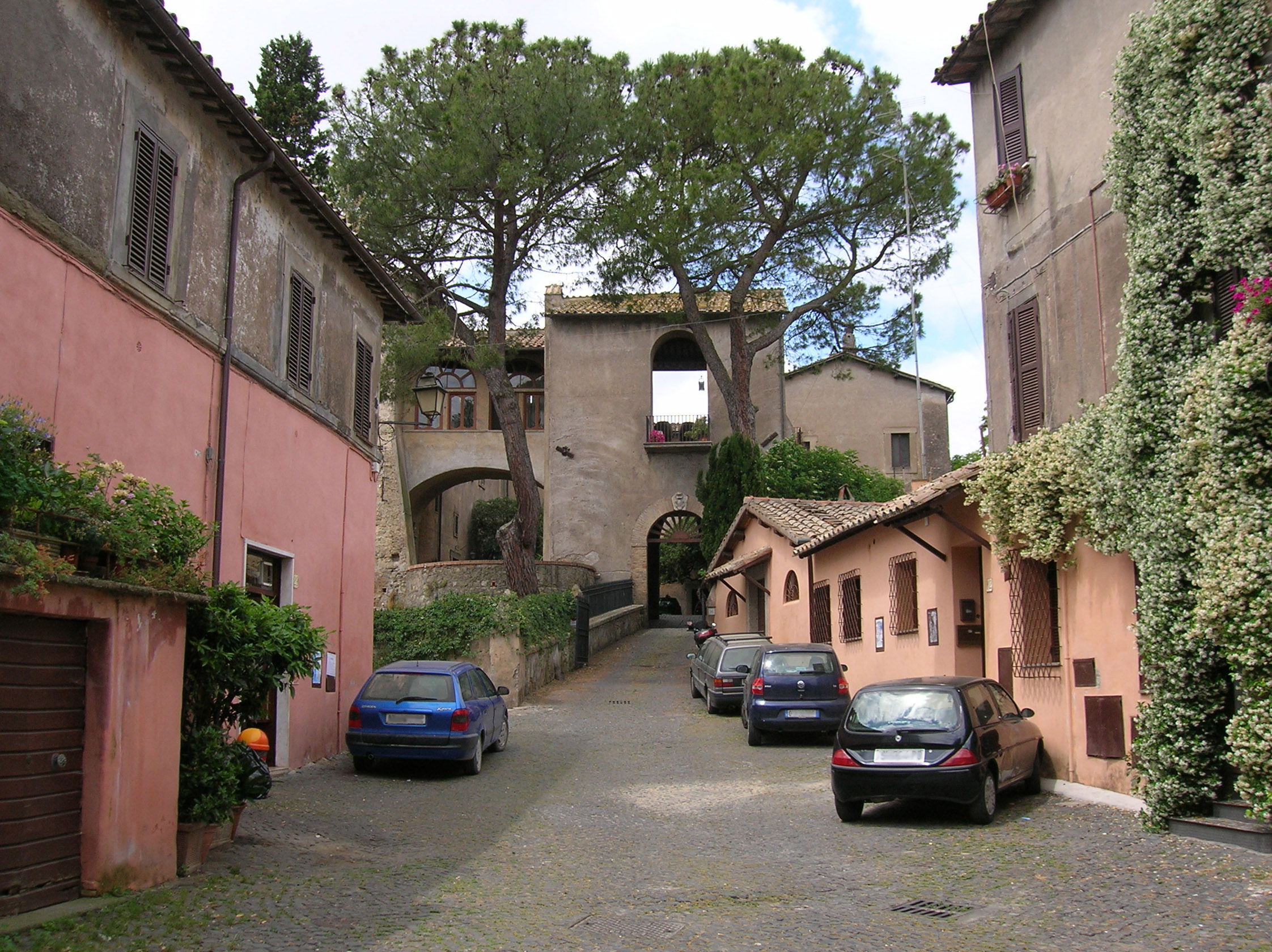
Az egykori Veii, ma Isola Farnese utcarészlete

Ez a szócikk részben vagy egészben  a   Veii című angol Wikipédia-szócikk fordításán alapul.  Az eredeti cikk szerkesztőit annak laptörténete sorolja fel. Ez a jelzés csupán a megfogalmazás eredetét és a szerzői jogokat jelzi, nem szolgál a cikkben szereplő információk forrásmegjelöléseként.